# Пихівська волость
Пихівська волость — історична адміністративно-територіальна одиниця Новохоперського повіту Воронізької губернії з центром у слободі Пихівка.
Станом на 1880 рік складалася 4 поселень, 4 сільських громад. Населення — 8890 осіб (4446 чоловічої статі та 4444 — жіночої), 1433 дворових господарства.
|                     | Площа, десятин | У тому числі орної, дес. |
| ------------------- | -------------- | ------------------------ |
| Сільських громад    | 12126          | 9946                     |
| Приватної власності | 41315          | 9035                     |
| Надільної власності | 7177           | 1722                     |
| Іншої власності     | 143            | 143                      |
| Загалом             | 60761          | 20846                    |

Поселення волості на 1880 рік:
- Пихівка — колишня власницька слобода при річці Савала за 12 верст від повітового міста, 4930 осіб, 823 двори, православна церква, школа, 9 лавок, базари по неділях та 3 ярмарки на рік. За 18 верст — винокурний завод.
- Бурляївка — колишня власницька слобода при річці Татарка, 2046 осіб, 298 дворів, православна церква, 2 лавки.
- Кам'янка-Садовка — колишня власницька слобода при річці Хопер, 1526 осіб, 276 дворів, православна церква, винокурний завод.

За даними 1900 року у волості налічувалось 23 поселення із переважно українським населенням.